# Parabolani
De Parabalani (Oudgrieks παραβαλανεῖς, 'bad verzorgers') of Parabolani (Laat-Latijn uit het Oudgrieks: παράβολοι of παραβολᾶνοι) of parabolanen waren een christelijke broederschap die in het vroege christendom de zieken en begrafenissen verzorgden. Meestal waren de leden van de broederschap afkomstig uit de onderste lagen van de samenleving. Tevens fungeerden zij als lijfwachten van bisschoppen bij gewelddadige confrontaties.

## Geschiedenis
De Parabolani waren niet gebonden aan geloftes en regels, maar ze genoten wel kerkelijke voorrechten en immuniteit  vanwege hun werken van barmhartigheid. Hun aanwezigheid bij openbare bijeenkomsten was echter verboden bij wet. Ze waren actief bij het Tweede Concilie van Efeze.
Er wordt beweerd dat de broederschap voor het eerst werd gevormd tijdens de grote pest-uitbraak in Alexandrië tijdens het episcopaat van Dionysius van Alexandrië. Hoewel ze onder de controle bleven van de patriarch, plaatste de Codex Theodosianus ze onder het toezicht van de gouverneur van Egypte.
Hun fanatisme in het geloof leidde helaas tot rellen, zodat hun aantal bij wet beperkt werd: in Alexandrië in 416 werd het aantal parabolanen teruggebracht tot 500. In een paar jaar groeide hun aantal toch weer uit tot 600 man. In Constantinopel werd hun aantal teruggebracht van 1100 tot 950. Omstreeks de regering van keizer Justinianus I worden de Parabolani niet meer vermeld.
Er wordt verondersteld dat de Parabolani een aandeel hebben gehad in de moord op de Alexandrijnse filosofe Hypatia.

## In fictie
In de film Agora uit 2009 worden de Parabolani uitgebeeld als vrijwilligers die het brood verdeelden aan de armen en doden begroeven, maar onder leiding van patriarch Cyrillus van Alexandrië confrontaties opzochten met de andersgelovigen in de stad die ze van afgoderij betichtten. De steniging van Hypatia door hen wordt in de film als een vaststaand feit voorgesteld.